# El baró rampant
El baró rampant (en italià Il barone rampante) és una novel·la d'Italo Calvino escrita el 1957. Forma part de la trilogia Els nostres avantpassats (I nostri antenati), junt amb El vescomte migpartit (Il visconte dimezzato) (1952) i El cavaller inexistent (Il cavaliere inesistente) (1959).
Fou traduïda al català el 1965 per Maria Aurèlia Capmany i el 2000 per Xavier Lloveras. Ambdues traduccions han estat publicades per Edicions 62, la segona com a part de la trilogia Els nostres avantpassats.